# Hustota nehod
Hustota nehod (označuje se písmenem H) je ukazatel udávající počet nehod na délku komunikace. Lze jej orientačně vnímat jako riziko nehodovosti na určité komunikaci. Využívá se například pro posouzení relativní bezpečnosti na určitém silničním tahu.
Počítá se podle vzorce:
{\displaystyle H={\frac {N}{L.t}}}
kde:
- H … hustota nehod
- N … počet nehod
- L … délka úseku (v kilometrech)
- t … sledované období (v rocích)

Výsledek je uváděn v počtu nehod na 1 km komunikace a rok.